# Pseudopostega velifera
Pseudopostega velifera là một loài bướm đêm thuộc họ Opostegidae. Nó được Edward Meyrick miêu tả năm 1920. Loài này có ở Maharashtra, Ấn Độ.